# Agla María Albertsdóttir
Agla María Albertsdóttir (* 5. August 1999) ist eine isländische Fußballnationalspielerin, die seit 2022 erneut für Breiðablik Kópavogur spielt.

## Karriere

### Vereine
Agla María begann 2014 bei Breiðablik Kópavogur, wo sie aber nicht zum Einsatz kam. In der bereits laufenden Saison 2015 wechselte sie zu Valur Reykjavík, wo sie es bis zum Saisonende auf acht Einsätze brachte und beim 5:0-Sieg gegen Thróttur Reykjavík am 12. September ihre ersten beiden Erstligatore erzielte. Zur Saison 2017 wechselte sie zu UMF Stjarnan, gewann mit dem Verein ihre erste Meisterschaft und nahm an der Qualifikation zur UEFA Women’s Champions League 2017/18 teil. Bei einem Turnier in Kroatien wurden die Isländerinnen mit 21:0 Toren und drei Siegen Gruppensieger. Dabei eröffnete Agla María im ersten Spiel gegen den färöischen Meister KÍ Klaksvík (Frauenfußball) in der 8. Minute den Torreigen zum 9:0. Im Sechzehntelfinale gewannen sie nach einem 1:1 im Heimspiel das Auswärtsspiel beim russischen Meister FK Rossijanka mit 4:0. Im Achtelfinale verloren sie daheim mit 1:2 gegen Slavia Prag und kamen in Prag nur zu einem torlosen Remis.
Nach zwei Spielzeiten kehrte sie zu ihrem Anfangsverein zurück und konnte mit Breiðablik 2018 und 2020 ihre beiden nächsten Meisterschaften feiern, wurde 2020 auch Torschützenkönigin und gewann 2018 den Pokal und 2019 den Super-Cup. In der Qualifikation zur UEFA Women’s Champions League 2019/20 qualifizierten sich die Isländerinnen als Gruppensiegerinnen für das Sechzehntelfinale. Dort erreichten sie über Sparta Prag das Achtelfinale. Hier verloren sie mit 0:4 und 1:3 gegen Paris Saint-Germain. Die Qualifikation zur UEFA Women’s Champions League 2021/22 überstand Breiðablik mit Siegen gegen KÍ Klaksvík (7:0), FC Gintra (8:1) sowie einem 1:1 und 3:0 gegen ŽNK Osijek und erreichte damit die erstmals ausgetragene Gruppenphase, in der allerdings nur beim torlosen Remis gegen Schytlobud-1 Charkiw ein Punkt geholt wurde. Agla María wurde in allen zehn Spielen eingesetzt und erzielte sechs Tore in der Qualifikation. In der Saison 2021 war sie mit 12 Toren zweitbeste Torschützin der Pepsideild kvenna. Zur Saison 2022 wechselte sie erstmals in Ausland zum schwedischen Erstligisten BK Häcken. Nach acht Spielen in Schweden kehrte sie für den Rest der Saison auf Leihbasis zurück nach Island. Mit Breiðablik nahm sie dann an der Qualifikation zur Gruppenphase der UEFA Women’s Champions League 2022/23 teil, verlor aber gegen Rosenborg Trondheim mit 2:4.

### Nationalmannschaften

#### Juniorinnen
Im April 2014 nahm sie mit der U-16-Mannschaft an einem UEFA-Turnier teil. Nach insgesamt neun Spielen, von denen nur zwei gewonnen wurden, in der U-16 kam sie im März 2015 erstmals in der U-17 zum Einsatz, verlor aber gegen Irland zweimal knapp. Im Juni gehörte sie zum Kader, der an der U-17-EM-Endrunde in ihrer Heimat teilnahm. Sie kam in den drei Spielen zum Einsatz, die aber mit 0:5 gegen Titelverteidiger Deutschland, 1:3 gegen England und 0:2 gegen den späteren Europameister Spanien verloren wurden. Im Oktober wurde sie beim Turnier in Montenegro der ersten Qualifikationsrunde zur U-17-Fußball-Europameisterschaft der Frauen 2016 dreimal eingesetzt und erzielte beim 8:0 gegen die Färöer ihr erstes Länderspieltor. Als Gruppenzweite hinter Finnland qualifizierten sie sich für die Eliterunde. Hier verloren sie im März 2016 in Serbien gegen England und die Gastgeberinnen. Der anfängliche Sieg gegen Belgien reichte daher nicht, um die Endrunde zu erreichen. Bereits im April 2015 hatte sie für die U-19-Mannschaft zwei Spiele in der zweiten Qualifikationsrunde für die U-19-Fußball-Europameisterschaft der Frauen 2015 bestritten, verlor aber beide Spiele, so dass die Endrunde verpasst wurde. Im September 2016 wurde sie noch dreimal in der ersten Qualifikationsrunde für die U-19-Fußball-Europameisterschaft der Frauen 2017 eingesetzt. Dabei erzielte sie gegen die Färöer zwei und gegen Kasachstan vier Tore. Zwar verloren sie gegen Gastgeber Finnland mit 0:3, erreichten als Gruppenzweite aber die Eliterunde. Diese fand dann im Juni 2017 ohne sie statt, da sie an der parallel dazu stattgefundenen Vorbereitung auf die Fußball-Europameisterschaft der Frauen 2017 teilnahm.

#### A-Nationalmannschaft
Am 6. April 2017 hatte sie ihren ersten Einsatz in der A-Nationalmannschaft. Bei einem Freundschaftsspiel gegen die Slowakei  wurde sie in der 71. Minute eingewechselt. Fünf Tage später hatte sie gegen die Niederlande  einen fünfminütigen Kurzeinsatz. Bei ihrem dritten Einsatz im Juni in der Vorbereitung auf die EM-Endrunde spielte sie dann gegen Irland erstmals über 90 Minuten und auch gegen Südamerikameister Brasilien fünf Tage später stand sie in der Startelf, wurde aber in der 85. Minute ausgewechselt. Bei der EM-Endrunde wurde sie dann in den drei Spielen eingesetzt, dabei einmal ein- und zweimal ausgewechselt, schied mit ihrer Mannschaft aber nach drei Niederlagen aus. In der letztlich erfolglos verlaufenen Qualifikation für die WM 2019 hatte sie sieben Einsätze und erzielte am 10. April 2018 ihr erstes Tor für die A-Nationalmannschaft – wie schon mit der U-17 und U-19 gegen die Färöer. In der Qualifikation für die EM 2022 kam sie in fünf Spielen zum Einsatz. Die Isländerinnen konnten sich als einer der drei besten Gruppenzweiten für die EM-Endrunde qualifizieren. Für die ersten sechs Spiele der Qualifikation für die WM 2023 wurde nominiert und eingesetzt.
Am 11. Juni 2022 wurde sie für die EM-Endrunde nominiert. Bei der EM kam sie in den drei Gruppenspielen zum Einsatz, wobei sie zweimal ein- und einmal ausgewechselt wurde. Da alle drei Spiele 1:1 endeten, schieden die Isländerinnen als Gruppendritte aus.
Für die beiden letzten Gruppen-Spiele in der Qualifikation für die WM 2023 wurde sie nicht nominiert. Nach einem 6:0-Sieg gegen Belarus kam es am letzten Spieltag in Utrecht zum Finale um den Gruppensieg gegen die Niederlande, wobei den Isländerinnen ein Remis gereicht hätte. Bis zur 3. Minute der Nachspielzeit hielten sie ihr Tor sauber, dann mussten sie das einzige Tor des Spiels hinnehmen, wodurch sich die Niederländerinnen qualifizierten und die Isländerinnen in die Play-offs gegen Portugal mussten. Dabei wurde sie in der 88. Minute beim Stand von 1:1 eingewechselt, konnte aber den Isländerinnen auch nicht zum Sieg verhelfen – im Gegenteil: in der Verlängerung kassierten sie drei Tore und verpassten endgültig die WM-Endrunde.
Da erstmals das Abschneiden bei der WM für die europäischen Teams nicht entscheidend für die Qualifikation zu den Olympischen Spielen 2024 war, hatten die Isländerinnen noch die Chance sich über die UEFA Women’s Nations League 2023/24 für die Spiele in Paris zu qualifizieren. Die Isländerinnen konnten aber nur die beiden Spiele gegen Wales und das letzte Spiel gegen Dänemark gewinnen, verloren aber beide Spiele gegen Deutschland und das Heimspiel gegen Dänemark. Damit verpassten sie als Gruppendritte nicht nur das Final Four Turnier, bei dem um zwei Olympiatickets gespielt wurde, sondern mussten auch in die Relegation. Hier setzten sie sich aber mit 1:1 und 2:1 gegen Serbien durch, so dass sie in Liga A bleiben. Agla Maria  kam in drei Gruppenspielen zum Einsatz.
Am 13. Juni 2025 wurde sie für die EM-Endrunde 2025 nominiert. Sie kam bei den drei Niederlagen ihrer Mannschaft zum Einsatz, nach denen die Isländerinnen ausschieden.

## Erfolge
- Isländische Meisterin 2016 (mit Stjarnan), 2018, 2020 und 2024 (mit Breiðablik Kópavogur)
- Isländische Pokalsiegerin 2018 und 2021 (mit Breiðablik Kópavogur)
- Isländische Superpokalsiegerin 2019 (mit  Breiðablik Kópavogur)
- Torschützenkönigin der Pepsideild kvenna 2020 (zusammen mit Sveindís Jane Jónsdóttir)